# Macromia cingulata
Macromia cingulata – gatunek ważki z rodziny Macromiidae.